# HMS Ocean (1862)
Panserskibet HMS Ocean var planlagt som et traditionelt træbygget linjeskib med dampmaskineri. Skibet blev påbegyndt i 1860 på et tidspunkt, hvor man i både i Frankrig og Storbritannien allerede var begyndt at bygge panserskibe, men hvor deres overlegenhed i forhold til linjeskibene endnu ikke var almindelig anerkendt. I maj 1861 stod det imidlertid klart for den britiske flådeledelse, at man var ved at blive overhalet af det franske byggeprogram, og derfor blev der truffet beslutning om at færdigbygge skibet som som panserskib. Navnet "Ocean" har samme betydning som på dansk, og skibet var det tredje af seks i Royal Navy med dette navn.

## Tjeneste
Ocean kom ved afleveringen i 1866 til Kanalflåden, men blev kort efter overført til Middelhavsflåden. Blev i 1867 udkommanderet til tjeneste i Fjernøsten og forlod Gibraltar i juni 1867. Gjorde tjeneste i Kina 1867-72, og vendte derpå tilbage til Storbritannien. Var i reserve indtil salget i 1882. Ocean levede op til sit navn i kraft af, at det i sin seks år lange aktive tjeneste aldrig ankrede op i engelsk farvand. Det skete først, da skibet kom retur i 1872. De seks års udstationering uden dokning tærede hårdt på skibet og var medvirkende til den korte aktive tjenestetid. Skibene af Prince Consort-klassen var generelt ikke de bedste sejlere, og på grund af deres lave tyngdepunkt krængede de meget for vinden. Alligevel satte Ocean en rekord for sejlførende panserskibe, da det den 26. august 1867 tilbagelagde 243 sømil på 24 timer under en storm i "de brølende 40'ere" på vej til Østasien. Det svarer til et gennemsnit på godt 10 knob.